# Dipartimento di Rivadavia (Santiago del Estero)
Rivadavia è un dipartimento argentino, situato nell'estrema parte sud-orientale della provincia di Santiago del Estero, con capoluogo Selva.
Esso confina a nord con il dipartimento di Aguirre, a est con la provincia di Santa Fe, a sud con la provincia di Córdoba, e a ovest con il dipartimento di Mitre.
Secondo il censimento del 2001, su un territorio di 3.402 km², la popolazione ammontava a 4.916 abitanti.
Municipi e “comisiones municipales” del dipartimento sono:
- Colonia Alpina
- Palo Negro
- Selva